# Calvin Banks
Calvin Banks (* 21. Februar 1997 in Massachusetts) ist ein US-amerikanischer Pornodarsteller.

## Leben
Calvin Banks wuchs nach der Scheidung seiner Eltern gemeinsam mit seinen Schwestern bei der Mutter auf. Ab dem Alter von 7 oder 8 Jahren wurde Banks während der Wochenendbesuche bei seinem Vater Opfer sexueller Übergriffe des Vaters. In einem Interview auf YouTube berichtete er Anfang 2019 von dem Missbrauch; internationale queere Medien griffen dies auf. Das Kindheitstrauma konnte er nach eigenen Angaben durch eine Therapie zum Teil verarbeiten.
Sein erstes sexuelles Erlebnis mit einem Jungen hatte Banks im Alter von 13 Jahren auf einer Halloween-Party, die im Haus eines Freundes stattfand. Im Alter von 15 Jahren hatte er sein Coming-out als Homosexueller im Familien- und Freundeskreis. Banks arbeitete als Krankenpflegehelfer (nursing assistent) in einem Alten- und Pflegeheim, bevor er Pornodarsteller wurde.
Banks ist intensiv in verschiedenen sozialen Netzwerken, denen er eine große Bedeutung beim Aufbau von langandauernden Beziehungen zu Fans und Abonnenten beimisst, präsent, insbesondere unter CalvinBanksxxx auf Twitter und unter mr.calvinbanks auf Instagram.

## Karriere
Seine Karriere als Pornodarsteller begann mit 18 Jahren im Jahr 2015, als er über eine Onlinebewerbung bei Helix Studios angenommen wurde. Banks’ erste Szenen bei Helix Studios, ein Solo und eine Duo-Szene mit Tyler Hill, deren einleitendes Interview im Balboa Park in San Diego, Kalifornien, gedreht wurde, erschienen im Februar 2016. Bis September 2016 wurden insgesamt 12 Szenen mit Banks bei Helix Studios veröffentlicht. Ab 2019 drehte Banks dann erneut für Helix Studios.
In den Jahren 2016 und 2017 arbeitete Banks für das US-Studio Icon Male, wo er, meist unter der Regie von Porno-Regisseurin Nica Noelle, in verschiedenen „Twink“-Szenen vor der Kamera stand, aber auch mit älteren Darstellern wie Adam Russo und Max Sargent in generationsübergreifenden (intergenerational) Szenen eingesetzt wurde. Für Icon Male wirkte Banks u. a. in den Filmen His Hot Brother-in-Law, Brothers: Vol. 2, His Sister’s Lover, Revenge und The Mentor mit.
Von 2017 bis 2019 war Banks mit einem Zweijahresvertrag als „CockyBoys Exclusive“ für das in New York City ansässige US-Porno-Label CockyBoys tätig. Seine Debütszene für CockyBoys mit seinem Namensvetter Boomer Banks, eine „Flip-Flop“-Szene mit gegenseitiger analer Penetration, die den Auftakt der neuen CockyBoys-Serie A CockyBoy Is… darstellte, wurde Ende Februar 2017 zunächst online, später auch auf DVD veröffentlicht. Für CockyBoys wirkte Banks auch in der aus 12 Episoden bestehenden, in unterschiedlichen Zeitebenen spielenden pornografischen Spielfilm-Serie All Saints, eine Fortsetzung von Answered Prayers, des pornografischen Filmemachers Jake Jaxson mit, die in New York City, New Orleans und Berlin entstand, und deren Dreharbeiten insgesamt etwa ein Jahr in Anspruch nahmen. Banks, der darin einen Studenten an einem Ordensinstitut in New Orleans verkörpert, ist in zwei jeweils etwa 45-minütigen Szenen als Partner von Adam Ramzi und Carter Dane zu sehen.
Banks gehörte außerdem zu den Darstellern des von Regisseur Bruce LaBruce für CockyBoys gedrehten pornografischen Episodenfilms It Is Not the Pornographer That Is Perverse... (2018), in dem er den Taxifahrer Arturo spielt, dem es gelingt, einen Selbstmörder (gespielt von Colby Keller) von einem Todessprung vom Viaducto de Segovia in Madrid abzuhalten. Der Film lief auf mehreren Festivals und wurde auch beim Pornfilmfestival Berlin gezeigt.
Nach Auslaufen seines Exklusiv-Vertrages mit CockyBoys drehte Banks erneut für Helix Studios, und weiters für Men.com, wo ab Ende 2019 mehrere Szenen mit Banks online veröffentlicht wurden. Außerdem war Banks für Eigenproduktionen des Porno-Labels Naked Sword unter Vertrag. Seit März 2020 gehört er zum Darsteller-Pool der im August 2019 gelaunchten Online-Website Masqulin.
Calvin Banks erhielt mehrere Branchenauszeichnungen. Im Jahr 2018 wurde Banks zweifach mit dem Grabby Award in den Kategorien „Twink Performer“ und „Best Duo“ ausgezeichnet. 2019 folgte ein weiterer Grabby Award in der Kategorie „Performer of the Year“. Ebenfalls wurde er 2019 mit dem XBIZ Award und dem GayVN Award ausgezeichnet. Im Jahr 2020 folgte ein weiterer GayVN Award und eine sechsfache Nominierung zum Grabby Award.

## Filmografie
- 2016; 2019: Helix Studios
- 2016–2017: Icon Male
- 2017–2020: CockyBoys
- 2018: It is Not the Pornographer That is Perverse...
- 2019–2020: Men.com
- 2020: Masqulin

## Auszeichnungen
- 2018: Grabby Award in der Kategorie „Twink Performer“[27]
- 2018: Grabby Award in der Kategorie „Best Duo“[27]
- 2019: Grabby Award in der Kategorie „Performer of the Year“[28]
- 2019: XBIZ Award[29]
- 2019: GayVN Award[30]
- 2020: GayVN Award[31]